# Pseudanthias bimarginatus
Pseudanthias bimarginatus là một loài cá biển thuộc chi Pseudanthias trong họ Cá mú. Loài này được mô tả lần đầu tiên vào năm 2011.

## Phân bố và môi trường sống
P. bimarginatus có phạm vi phân bố ở Trung Ấn Độ Dương. Loài này chỉ xuất hiện duy nhất tại đảo san hô North Male thuộc Maldives. Chúng sống ở độ sâu khoảng từ 35 đến 65 m.

## Mô tả
Mẫu vật lớn nhất dùng để mô tả P. bimarginatus có chiều dài cơ thể đo được là 5 cm. Cá đực có thân màu hồng tím, nửa đầu trên màu vàng, nửa đầu dưới màu trắng hồng, với dải vòng cung màu đỏ tươi ở phía trước mõm chạy ngược lên sau gáy. Vây đuôi màu đỏ có viền trên và dưới màu xanh tím. Vây lưng và vây hậu môn màu hồng lam; vây lưng có viền màu hồng còn vây hậu môn viền xanh. Vây ngực có các tia vây hồng nhạt và màng trong suốt. Vây bụng có tia vây màu vàng nhạt.
Số gai ở vây lưng: 10; Số tia vây mềm ở vây lưng: 16; Số gai ở vây hậu môn: 3; Số tia vây mềm ở vây hậu môn: 7; Số gai ở vây bụng: 1; Số tia vây mềm ở vây bụng: 5; Số tia vây mềm ở vây ngực: 16 - 17; Số vảy đường bên: 42 - 43.